# Leninism

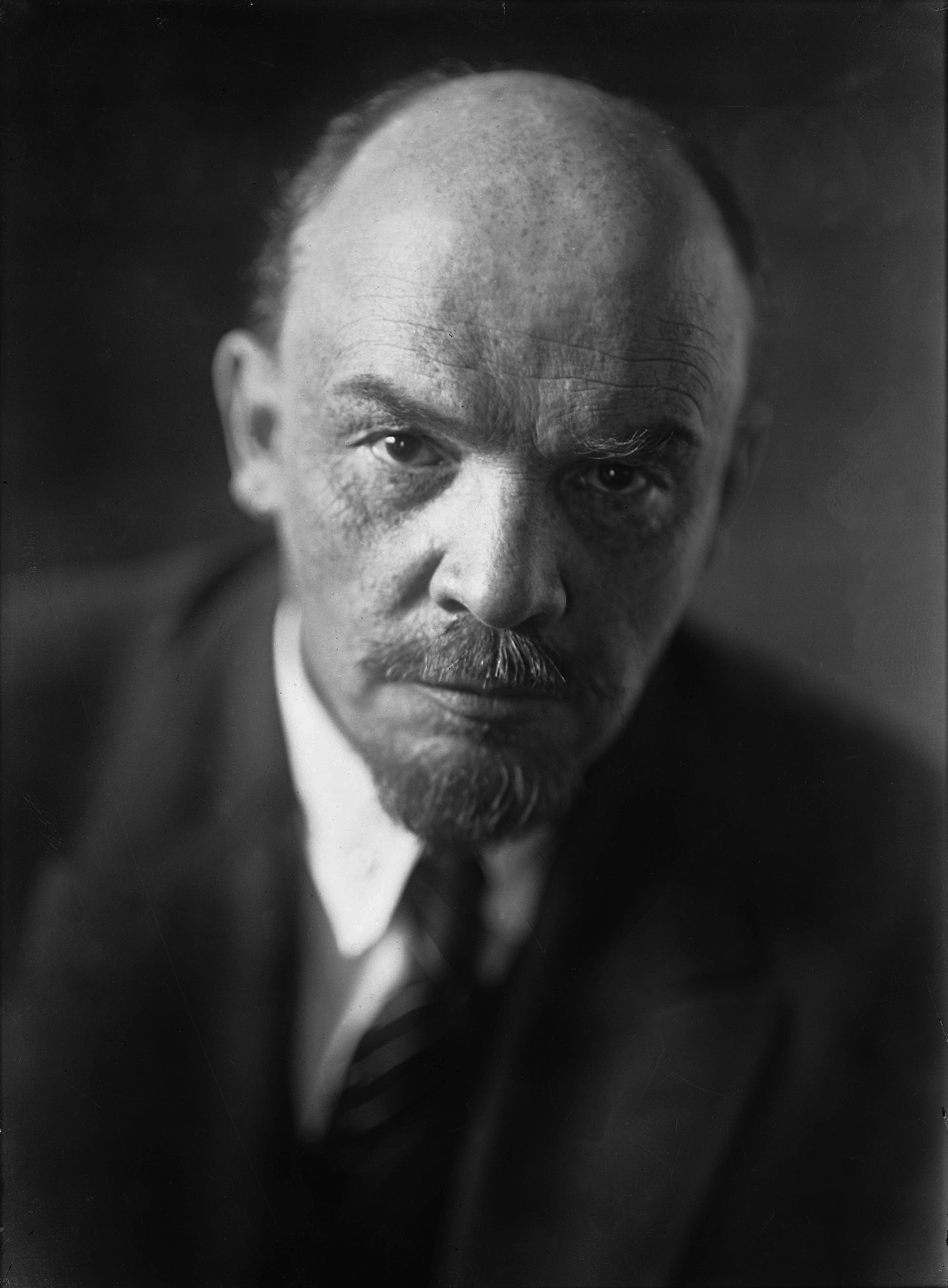
Vladimir Lenin.

Leninism (ryska: ленинизм) är en politisk ideologi utvecklad av Vladimir Lenin som påvisar tillvägagångssättet för hur det kommunistiska samhället skall skapas. Lenin byggde på de teorier som presenterats av Karl Marx. Det råder delade meningar om hans originalitet och i vilken mån hans skrifter presenterade en sammanhållen samhällsteori. Efter Lenins död 1924 skapades under Josef Stalins ledning det som fick beteckningen marxism-leninism men som bara delvis kan härledas till Lenin.
Lenins tolkning av marxismen gav grunderna för bolsjevismen och den tidiga kommunistiska rörelsen i Ryssland. Lenin vidareutvecklade marxismen i det han själv menade var "imperialismens epok", som han såg som kapitalismens högsta och sista stadium. Lenin menade att arbetarklassen skulle ledas i revolution av ett disciplinerat, avantgardistiskt parti som praktiserade demokratisk centralism. Målet var att avskaffa kapitalismen och genom proletariatets diktatur bygga ett socialistiskt samhälle. Detta skulle kunna ske genom ett förbund mellan arbetare och bönder, och Lenin menade att en socialistisk revolution i det industriellt efterblivna Ryssland enbart vore möjlig med hjälp av den kraft bönderna tidigare visat i historien i form av bonderevolutioner. 
Lenins politik var därtill en kritisk reaktion mot den framväxande socialdemokratin, som menade att socialismen skulle gå att uppnå genom fredliga reformer. Lenin var internationalist och ansåg att socialismen enbart kunde uppnås genom världsrevolution.
Följaktligen bildades under Grigorij Zinovjevs ledning år 1919 den Kommunistiska Internationalen (Komintern), som hade till uppgift att leda kampen för världsrevolutionen efter förebild från bolsjevikernas maktövertagande efter oktoberrevolutionen 1917.
De fyra beståndsdelar vilka anses vara viktiga i Lenins ideologiska tankar är:
1. Teorin om imperialismen vilka ger resultaten: imperialistiska krig, proletär revolution, arbetararistokrati och internationell klasskamp.
2. Läran om partiet av ny typ – där partiet ska härska över statsförvaltning.
3. Läran om proletariatets diktatur.
4. Utbyggnad av den historiska marxismen till dialektisk materialism.

Lenin lät publicera sina tankar, bland annat i skrifterna.
- Vad bör göras? år 1902
- Ett steg framåt, två steg tillbaka år 1904
- Materialismen och empiriokriticismen år 1908
- Imperialismen som kapitalismens högsta stadium år 1917
- Staten och revolutionen år 1917